# Torsten Meinberg
Torsten Meinberg (* 31. Oktober 1960 in Cuxhaven) ist ein deutscher Verwaltungsjurist. Er ist Geschäftsführer von Lotto Hamburg und war zuvor 7 Jahre Bezirksamtsleiter in Hamburg-Harburg.

## Leben
Meinberg studierte in Hamburg Jura und absolvierte sein 2. Juristisches Staatsexamen am Hanseatischen Oberlandesgericht. Von April 1994 bis März 2005 arbeitete er 11 Jahre lang als Rechtsanwalt. Von 1991 bis 1995 war Meinberg für die CDU Abgeordneter in der Bezirksversammlung Harburg.
Von April 2005 bis Dezember 2011 war Torsten Meinberg Bezirksamtsleiter im Bezirk Harburg der Freien und Hansestadt Hamburg (160.200 Einwohner). Er wurde 2005 mit den Stimmen von CDU und Grünen zum Bezirksamtsleiter gewählt und 2011 für eine zweite Amtszeit wiedergewählt.
Am 29. November 2011 wählte die SPD-Fraktion der Bezirksversammlung Harburg mit ihrer absoluten Mehrheit Torsten Meinberg ab und wählte den damaligen Bürgerschaftsabgeordneten Thomas Völsch (SPD) zum neuen Amtsleiter.
Seit April 2012 ist Meinberg einer von zwei Geschäftsführern bei Lotto Hamburg GmbH, neben Michael Heinrich. 2016 wurde Meinberg zudem für drei Jahre zum Federführer des Deutschen Lotto- und Totoblocks gewählt. Der Deutsche Lotto- und Totoblock (DLTB) ist die Gemeinschaft der 16 selbstständigen Lotteriegesellschaften in den Bundesländern. Die städtische Gesellschaft ist mit dem Vorsitz für die Koordinierung aller übergreifenden Angelegenheiten der 16 Lotto-Gesellschaften zuständig. Dieses umfasst die Vertretung des DLTB nach außen, beispielsweise gegenüber der Politik.
Torsten Meinberg lebt in Hamburg-Neugraben, ist verheiratet und hat einen Sohn.